# Кармании
Карманы (Дрангиана) — народ, населявший прибрежные территории у Персидского залива. Они были индоевропейского происхождения и занимались исключительно торговлей и земледелием. До прихода Кира Великого они были вассалами государства Мидия. После покорения персами всей территории Мидии, карманы смешались с персами и приняли их культуру. Они существовали также и после падения династии Ахеменидов в качестве протектората государства Селевкидов. Но после, заключив союз с Парфией, они одолели Селевкидов. Позже карманы были завоеваны Парфией.